# Tetiana Berezhna
Tetiana Mykolaívna Berezhna (en ucraniano: Тетяна Миколаївна Бережна; Járkov, URSS, 13 de noviembre de 1982) es una deportista ucraniana que compitió en tiro con arco, en la modalidad de arco recurvo.
Ganó una medalla de plata en el Campeonato Mundial de Tiro con Arco al Aire Libre de 2005 y cinco medallas en el Campeonato Mundial de Tiro con Arco en Sala entre los años 1999 y 2007.
Además, obtuvo dos medallas en el Campeonato Europeo de Tiro con Arco al Aire Libre, en los años 2004 y 2006, y tres medallas en el Campeonato Europeo de Tiro con Arco en Sala, en los años 2002 y 2011.
Participó en dos Juegos Olímpicos de Verano, en los años 2004 y 2008, ocupando el sexto lugar en Atenas 2004, en la prueba de equipo.

## Palmarés internacional
| Campeonato Mundial al Aire Libre | Campeonato Mundial al Aire Libre | Campeonato Mundial al Aire Libre | Campeonato Mundial al Aire Libre |
| Año                              | Lugar                            | Medalla                          | Prueba                           |
| -------------------------------- | -------------------------------- | -------------------------------- | -------------------------------- |
| 2005                             | Madrid (España)                  | Medalla de plata                 | Equipo                           |
| Campeonato Mundial en Sala       |                                  |                                  |                                  |
| Año                              | Lugar                            | Medalla                          | Prueba                           |
| 1999                             | La Habana (Cuba)                 | Medalla de bronce                | Equipo                           |
| 2001                             | Florencia (Italia)               | Medalla de bronce                | Equipo                           |
| 2003                             | Nimes (Francia)                  | Medalla de oro                   | Equipo                           |
| 2005                             | Aalborg (Dinamarca)              | Medalla de plata                 | Equipo                           |
| 2007                             | Esmirna (Turquía)                | Medalla de bronce                | Equipo                           |
| Campeonato Europeo al Aire Libre |                                  |                                  |                                  |
| Año                              | Lugar                            | Medalla                          | Prueba                           |
| 2004                             | Bruselas (Bélgica)               | Medalla de oro                   | Equipo                           |
| 2006                             | Atenas (Grecia)                  | Medalla de plata                 | Equipo                           |
| Campeonato Europeo en Sala       |                                  |                                  |                                  |
| Año                              | Lugar                            | Medalla                          | Prueba                           |
| 2002                             | Ankara (Turquía)                 | Medalla de oro                   | Equipo                           |
| 2002                             | Ankara (Turquía)                 | Medalla de bronce                | Individual                       |
| 2011                             | Cambrils (España)                | Medalla de plata                 | Equipo                           |